# 国際連合安全保障理事会決議64
国際連合安全保障理事会決議64（こくさいれんごうあんぜんほしょうりじかいけつぎ64、英: United Nations Security Council Resolution 64, UNSCR64）は、1948年12月28日に国際連合安全保障理事会で採択された決議。インドネシア情勢に関して、同国大統領スカルノなどの釈放を再び求めるもの。

## 概要
オランダが国際連合安全保障理事会決議63で指示された、インドネシア共和国大統領スカルノおよびモハマッド・ハッタなどその他の政治犯（インドネシア独立戦争の和平決裂後のオランダのジョグジャカルタ占領による）を釈放する要求に応じていなかったことに留意したうえで、決議では、オランダがこれらの囚人を直ちに解放し、24時間以内に理事会に報告することを要求した。
決議は賛成8票で可決されたがベルギー、フランス、イギリスは棄権した。

## 詳細
以下はその和訳。
安全保障理事会は、
オランダ政府が、1948年12月24日の理事会決議63（1948）の要求に従って、インドネシア共和国大統領及び他のすべての政治犯を解放していないことに留意し、

オランダ政府に対し、これらの政治犯を直ちに解放し、本決議の採択後24時間以内に安全保障理事会に報告することを要求する。